# غريس ويلسون
غريس ويلسون (بالإنجليزية: Grace Wilson)‏ هي ممرضة أسترالية، ولدت في 25 يونيو 1879 في South Brisbane, Queensland ‏ في أستراليا، وتوفيت في 12 يناير 1957 في Austin Hospital ‏ في أستراليا.